# 모듈러스 (수론)
유체론에서 모듈러스(영어: modulus)는 아벨 확대에 대한 분기화 현상을 나타내는 대상이다. 효과적 베유 인자의 개념의 대수적 수체에 대한 일반화이다.

## 정의

### 대역체의 아라켈로프 인자
대역체 {\displaystyle K}의 아라켈로프 인자(Аракелов因子, 영어: Arakelov divisor) 또는 충만 아이디얼(充滿ideal, 영어: replete ideal) {\displaystyle {\mathfrak {A}}}은 다음과 같은 데이터로 구성된다.:34, §I.6
- 각 아르키메데스 자리 {\displaystyle {\mathfrak {p}}}에 대하여, 정수 {\displaystyle \operatorname {ord} _{\mathfrak {m}}({\mathfrak {p}})\in \mathbb {Z} }
- 각 비아르키메데스 자리 (즉, 대수적 수체의 실수 또는 복소수 자리) {\displaystyle {\mathfrak {p}}}에 대하여, 실수 {\displaystyle \operatorname {ord} _{\mathfrak {m}}({\mathfrak {p}})\in \mathbb {R} }

이는 다음 조건을 만족시켜야 한다.
- 중복수가 0이 아닌 자리의 수는 유한하다.
{\displaystyle \left|\{{\mathfrak {p}}\in \operatorname {Places} ({\mathcal {O}}_{K})\colon \operatorname {ord} _{\mathfrak {m}}({\mathfrak {p}})>0\}\right|<\aleph _{0}}

이를 자리의 중복수(영어: multiplicity)라고 한다. 아라켈로프 인자는 중복수의 성분별 합에 대하여 아벨 군을 이룬다. 아라켈로프 인자는 다음과 같은 형식적 곱으로 표기한다.
{\displaystyle {\mathfrak {A}}=\prod _{{\mathfrak {p}}\in \operatorname {Places} ({\mathcal {O}}_{K})}{\mathfrak {p}}^{\operatorname {ord} _{\mathfrak {m}}({\mathfrak {p}})}}
이는 대수적 정수환의 분수 아이디얼의 일반화이다. 즉, 비아르키메데스 성분이 없는 아라켈로프 인자는 분수 아이디얼과 같다.

### 모듈러스
대역체 {\displaystyle K}의 모듈러스 {\displaystyle {\mathfrak {m}}}은 다음 조건들을 모두 만족시키는 아라켈로프 인자이다.
- 모든 자리의 중복수는 음이 아니다.
{\displaystyle \forall {\mathfrak {p}}\in \operatorname {Places} ({\mathcal {O}}_{K})\colon \operatorname {ord} _{\mathfrak {m}}({\mathfrak {p}})\geq 0}
- 만약 {\displaystyle K}가 대수적 수체라면, 실수 자리의 중복수는 0 또는 1이며, 복소수 자리의 중복수는 0이다.

만약 {\displaystyle K}가 유한체 {\displaystyle \mathbb {F} _{q}} 위의 고유 대수 곡선 {\displaystyle X/\operatorname {Spec} \mathbb {F} _{q}}의 유리 함수체라면, {\displaystyle K} 위의 모듈러스는 {\displaystyle X}의 효과적 베유 인자 (즉, {\displaystyle X} 위의 유한 개의 점들의 양의 정수 계수 선형 결합)와 같은 개념이다.
대역체의 모듈러스 {\displaystyle {\mathfrak {m}}={\mathfrak {m}}_{0}{\mathfrak {m}}_{\infty }}는 유한 부분 (유한 위치들의 부분 중복집합) {\displaystyle {\mathfrak {m}}_{0}}와 무한 부분 (무한 위치들의 집합) {\displaystyle {\mathfrak {m}}_{\infty }}로 분해할 수 있다. 대수적 수체가 아닌 대역체의 모듈러스의 경우 무한 부분은 1이다. 대수적 수체 {\displaystyle K}의 모듈러스 {\displaystyle {\mathfrak {m}}}의 유한 부분 {\displaystyle {\mathfrak {m}}_{0}}는 소 아이디얼들의 중복집합의 곱이므로, 대수적 정수환 {\displaystyle {\mathcal {O}}_{K}}의 아이디얼과 같다.

### 합동
대역체 {\displaystyle K}의 0이 아닌 두 원소 {\displaystyle a,b\in K^{\times }} 및 {\displaystyle K}의 모듈러스 {\displaystyle {\mathfrak {m}}}에 대하여, 만약 {\displaystyle \operatorname {ord} _{\mathfrak {m}}({\mathfrak {p}})>0}인 모든 자리 {\displaystyle {\mathfrak {p}}}에 대하여 다음 조건이 성립한다면, {\displaystyle a}와 {\displaystyle b}가 {\displaystyle m}에 대하여 합동(영어: congruent)이라고 하고, {\displaystyle a\equiv b{\pmod {m}}}으로 적는다.
- {\displaystyle {\mathfrak {p}}}가 유한 자리이라면, {\displaystyle \operatorname {ord} _{\mathfrak {p}}(a/b-1)\geq \operatorname {ord} _{\mathfrak {m}}({\mathfrak {p}})}
- {\displaystyle {\mathfrak {p}}}가 실수 매장 {\displaystyle \sigma \colon K\hookrightarrow \mathbb {R} }에 대한 실수 자리라면, {\displaystyle \sigma (a/b)>0}

여기서 {\displaystyle \operatorname {ord} _{\mathfrak {p}}}는 {\displaystyle {\mathfrak {p}}}에 대응되는 절댓값이
{\displaystyle |a|_{\mathfrak {p}}=\exp(-\operatorname {ord} (a))}
와 동치가 되는 전사 함수 {\displaystyle \operatorname {ord} _{\mathfrak {p}}\colon K\to \mathbb {Z} \sqcup \{\infty \}}이다.

### 대수 곡면의 아라켈로프 인자
대수적 수체 위의 대수 곡면의 아라켈로프 인자는 수렌 아라켈로프가 최초로 정의하였으며, 다음과 같다.:71–76
대수적 수체 {\displaystyle K}가 주어졌다고 하자. {\displaystyle {\mathcal {O}}_{K}}-스킴 {\displaystyle p\colon X/\operatorname {Spec} ({\mathcal {O}}_{K})}이 2차원 정역 정칙 스킴이며, {\displaystyle p}가 고유 사상이자 평탄 사상이라고 하자. 또한, {\displaystyle {\mathcal {O}}_{X}}의 일반점이 {\displaystyle \eta }라고 하자.
{\displaystyle K}의 아르키메데스 자리 {\displaystyle \sigma \in \operatorname {Places} _{\infty }(K)}에 대하여, {\displaystyle X}의 {\displaystyle \sigma }에서의 올 {\displaystyle X_{\sigma }}는 다음과 같다.
{\displaystyle X_{\sigma }=X\times _{{\mathcal {O}}_{K}}{\bar {K}}_{\sigma }}
이는 리만 곡면을 이룬다.
{\displaystyle X} 위의 아라켈로프 인자의 아벨 군 {\displaystyle {\widehat {\operatorname {Div} }}(X)}은 다음과 같다.
{\displaystyle {\widehat {\operatorname {Div} }}(X)=\operatorname {Div} (X)\oplus \bigoplus _{\sigma \in \operatorname {Places} _{\infty }(K)}\mathbb {R} \sigma }
여기서 {\displaystyle \textstyle \bigoplus _{\sigma \in \operatorname {Places} _{\infty }(K)}\mathbb {R} \sigma }는 {\displaystyle K}의 아르키메데스 위치들에 의하여 생성되는 실수 벡터 공간이다.
가역 유리 함수 {\displaystyle f\in \Gamma (X;{\mathcal {K}}_{X}^{\times })=\left(\operatorname {Frac} \Gamma (X;{\mathcal {O}}_{X})\right)^{\times }}에 대응하는 주 아라켈로프 인자(영어: principal Arakelov divisor) {\displaystyle (f)\in {\widehat {\operatorname {Div} }}(X)}는 다음과 같다.:75–76
{\displaystyle (f)=(f)_{0}+\sum _{\sigma \in \operatorname {Places} _{\infty }(K)}(f)_{\sigma }\sigma }
{\displaystyle (f)_{\sigma }=-\int _{X_{\sigma }}\ln |f_{\sigma }|\;\mathrm {d} \mu _{\sigma }}
여기서
- {\displaystyle \mathrm {d} \mu _{\sigma }}는 콤팩트 리만 곡면 {\displaystyle X_{\sigma }} 위의, {\displaystyle \textstyle \int _{X_{\sigma }}\mathrm {d} \mu _{\sigma }=1}이 되는 표준적 부피 형식이다. 구체적으로, {\displaystyle X_{\sigma }} 위의 (1,0)-복소수 미분 형식 {\displaystyle \alpha }에 대하여 {\displaystyle \alpha \wedge {\bar {\alpha }}}는 (1,0)-복소수 미분 형식의 가역층 위의 에르미트 계량을 정의하며, 이로부터 부피 형식을 정의할 수 있다.
- {\displaystyle (f)_{0}}은 베유 주인자를 뜻한다.

이는 군 준동형
{\displaystyle (-)\colon \Gamma (X;{\mathcal {K}}_{X}^{\times })\to {\widehat {\operatorname {Div} }}(X)}
을 이루며, 그 여핵을 아라켈로프 인자 유군(영어: Arakelov divisor class group)이라고 한다.:76

## 예
유리수체 {\displaystyle \mathbb {Q} }의 아라켈로프 인자는
{\displaystyle (r)\infty ^{a}\qquad (r\in \mathbb {Q} ^{\times },\;a\in \mathbb {R} )}
의 꼴이다. 유리수체 {\displaystyle \mathbb {Q} }의 모듈러스는
{\displaystyle (n)\infty ^{a}\qquad (n\in \mathbb {Z} ^{+},\;a\in \{0,1\})}
의 꼴이다. 만약 {\displaystyle n\in \mathbb {Z} ^{+}}의 소인수 분해가
{\displaystyle n=\prod _{i}p^{n_{i}}}
라면, {\displaystyle a,b\in \mathbb {Q} }에 대하여
{\displaystyle a\equiv b{\pmod {(n)}}\iff \exists m,k\colon m(a-b)\in n\mathbb {Z} ,\qquad m\nmid n}
이며,
{\displaystyle a\equiv b{\pmod {(n)\infty }}\iff \left(a/b>1\land a\equiv b{\pmod {(n)}}\right)}
이다.

## 역사
아라켈로프 인자의 개념은 수렌 아라켈로프가 도입하였다.

## L/K{\displaystyle L/K}의 "정의 모듈러스"와 "인도자"
이 글의 본문은 아르틴 상호 법칙입니다.
{\displaystyle K}가 대수적 수체이며, {\displaystyle L/K}를 유한 아벨 확대로 가정하면,
{\displaystyle S}가 {\displaystyle L/K}에서 파생되는 모든 소 아이디얼들을 포함하는 유한 집합이라면, {\displaystyle S}에 대하여 서로소인 분수 아이디얼들의 아벨 군 {\displaystyle I_{K}^{S}}에서 갈루아 군 {\displaystyle \operatorname {Gal} (L/K)}으로 가는 다음과 같은 군 준동형이 존재하며, 이를 아르틴 사상(영어: Artin map)이라고 한다.
{\displaystyle I_{K}^{S}\to \operatorname {Gal} (L/K)}
아르틴 상호 법칙에서 어떤 모듈러스 {\displaystyle c} 에 대하여, 군 준동형의 핵은 다음과 같은 형태이다.
{\displaystyle i(K_{{\mathfrak {m}},1})\operatorname {N} _{L/K}(I_{L}^{\mathfrak {m}})}
여기서 {\displaystyle K_{{\mathfrak {m}},1}}은 {\displaystyle {\mathfrak {m}}}에 대한 반직선이며, {\displaystyle \operatorname {N} _{L/K}}는 체 노름이다. 이러한 조건을 만족시키는 모듈러스를 {\displaystyle L/K}의 정의 모듈러스(영어: defining modulus)라고 하며, 여기서, 최소한의 {\displaystyle L/K}정의모듈러스를 {\displaystyle L/K}의 인도자(引導者, 영어: conductor)라고 한다.

## 같이 보기
- 반직선 유군